# Benedict Freitag
Benedict Freitag, född 1952 i Zürich, schwyz skådespelare. Han är son till skådespelarna Robert Freitag och Maria Becker, samt bror till skådespelaren Oliver Tobias

## Filmografi (urval)
- 2005 - Snow White
- 2001 - Die Liebenden vom Alexanderplatz
- 1986 - Sommer in Lesmona